# Manso (Francia)
Manso (in corso Barghjana) è un comune francese di 107 abitanti situato nel dipartimento dell'Alta Corsica nella regione della Corsica.

## Società

### Evoluzione demografica
Abitanti censiti